# Lac Lost (comté de Linn)
Pour les articles homonymes, voir Lac Lost.
Lost Lake (« Lac perdu ») est un lac fermé et peu profond de la forêt nationale du Mont Hood, à environ 29 kilomètres  au sud-ouest du mont Jefferson et à l'est de Santiam Junction (en) en Oregon, aux États-Unis.

## Description
Géologiquement, une grande partie de la zone qui entoure le lac est un lit de lave créé au cours d'une période d'activité volcanique au Ier millénaire av. J.-C. dans la chaîne des Cascades.
Le niveau de l'eau du lac change de manière significative au cours des saisons. Au printemps, à l'automne et en hiver, le lac est un lieu populaire pour la pêche, mais au cours de l'été, le lac est complètement drainé à travers un tunnel de lave situé dans le fond du lac. L'eau passe alors dans une nappe phréatique souterraine qui alimenterait aussi d'autres lacs de la région comme notamment le lac Clear.